# Saga Berlin
Saga Matilda Berlin, född 31 december 1987, är en svensk fotograf, regissör och creative director som ofta arbetat under artistnamnet Niceguzz.
Berlin har bland annat uppmärksammats för sina musikvideor, och var nominerad till Grammisgalan 2016 i kategorin Årets musikvideo för videon till låten "Tabanja" av artisten Cherrie. Berlin har även uppmärksammats för sitt konstprojekt Uppfinn nått eller dö, där hon ville "Omdefiniera perspektivet på klotter till ett naturporträtt"; där skapandet av ett graffitiverk i Hägerstensbadet fotograferades och filmades. Verket tillkom utan tillstånd varför Berlin åtalades för grov skadegörelse. Under rättegången berättade Berlin att hon var inspirerad av tibetansk sandmandala, där nonfigurativa konstverk först skapas för att sedan avlägsnas. Hon dömdes att betala ett stort skadestånd för skadegörelsen i bassängen efter ett domslut 2019. Högsta domstolen ska emellertid avgöra om hovrätten hade rätt att avgöra målet utan huvudförhandling. Beslutet från HD blev att hovrätten inte hade rätt att göra detta och ärendet ska därför prövas av Hovrätten en gång till. Berlin fick i kölvattnet av bassängincidenten 2018 erhålla medel ur Blandarens stipendiefond till Edward Sminks dåliga minne.
Berlin var en av dem som skadades svårt i terrordådet på Drottninggatan i Stockholm 2017.